# 黑森卡斯爾 (印第安納州)
黑森卡斯爾（英語：Hessen Cassel）是位於美國印地安納州艾倫縣的一個非建制地區。該地的面積和人口皆未知。该地以黑森-卡塞尔伯国之名命名。

## 地理
黑森卡斯爾的座標為40°58′40″N 85°04′45″W / 40.97778°N 85.07917°W，而該地的平均海拔高度為242米（即794英尺）。